# Сандрекур
Сандрекур (фр. Cendrecourt) насеље је и општина у источној Француској у региону Франш-Конте, у департману Горња Саона која припада префектури Везул.
По подацима из 2011. године у општини је живело 242 становника, а густина насељености је износила 25,99 становника/km². Општина се простире на површини од 9,31 km². Налази се на средњој надморској висини од 234 метара (максималној 293 m, а минималној 211 m).

## Демографија
| 1962. | 1968. | 1975. | 1982. | 1990. | 1999. | 2011. |
| ----- | ----- | ----- | ----- | ----- | ----- | ----- |
| 318   | 268   | 242   | 214   | 214   | 233   | 242   |

График промене броја становника у току последњих година